# Aveda
Aveda là một công ty được Horst Rechelbacher thành lập, hiện thuộc sở hữu của Estée Lauder Companies, có trụ sở tại ngoại ô Minneapolis của Blaine, Minnesota. Aveda sản xuất mỹ phẩm dưỡng da và cơ thể, nước hoa (được gọi là "tinh khiết"), thuốc nhuộm tóc, sản phẩm chăm sóc tóc và đào tạo sinh viên về khoa mỹ dung, massage và esthiology tại các học viện Aveda ở Minneapolis, thành phố New York, Des Moines, Washington, DC, Vancouver, Calgary, Orlando, Denver, Toronto và nhiều thành phố khác.

## Lịch sử

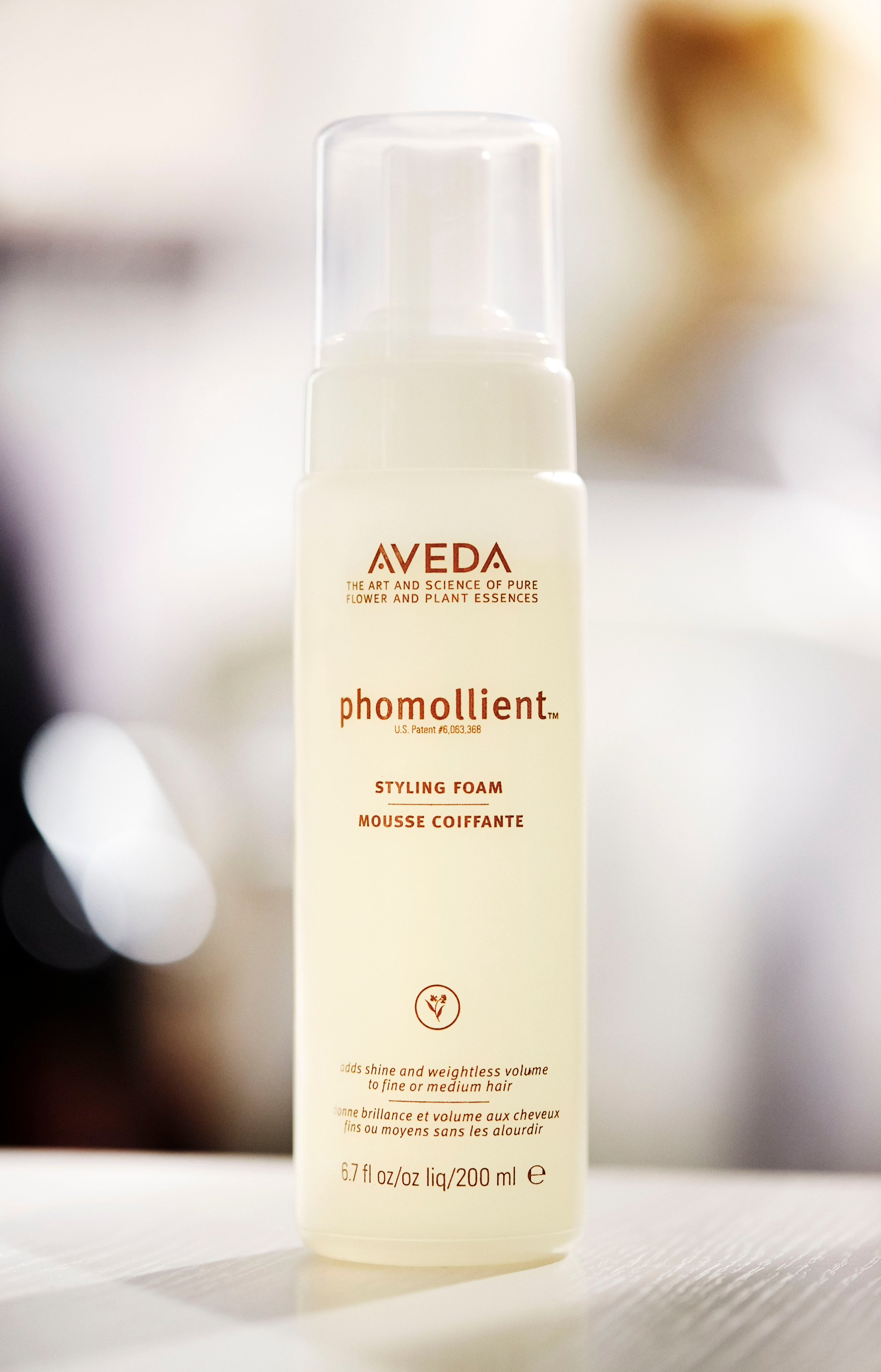
Sản phẩm Aveda

Aveda (phát âm là ah-vay-da) được Horst Rechelbacher thành lập năm 1978. Năm 1970, Horst, trong một chuyến đi đến Ấn Độ, được giới thiệu về khoa học của Ayurveda (hệ thống y học cổ điển Hindu và phẫu thuật từ Ấn Độ) và đột nhiên tầm nhìn của ông cho công ty được nảy sinh ra. Horst tạo công thức sản phẩm đầu tiên, loại dầu gội đinh hương, trong bồn rửa nhà bếp. Ngày hôm nay Aveda là một phần của tổng công ty Estée Lauder Companies Inc., có trụ sở tại New York. Rechelbacher đã bán Aveda cho công ty Estée Lauder, năm 1997 với giá 300 triệu USD, mặc dù Aveda vẫn tiếp tục được điều hành như một thực thể riêng biệt. Khi bán sản phẩm cho công ty Estee Lauder, Horst cũng đã bán chuỗi thẩm mỹ viện cho người kế nhiệm, David Wagner. Thẩm mỹ viện được gọi là Horst và Friends được đổi tên thành Juut Salonspa. Năm 2004, Aveda được trao giải thưởng Thành tựu Doanh nghiệp uy tín tại Bảo tàng Thiết kế Quốc gia Smithsonian Cooper-Hewitt. Aveda là một trong những công ty làm đẹp đầu tiên thông qua một loạt các nguyên tắc được thiết kế để khuyến khích trách nhiệm môi trường lớn hơn trong kinh doanh, gọi là Nguyên tắc The Ceres (ban đầu có tên Nguyên tắc Valdez). Theo trang web của công ty, "Aveda" là tiếng Phạn cho "tất cả kiến thức". Trớ trêu thay "Aveda" được viết ngữ âm là "अवेद", dịch thuật "không thuộc về kinh Vệ Đà" (hay म्लेच्छ).